# Stylactella siphonis
Stylactella siphonis är en nässeldjursart som beskrevs av Eberhard Stechow 1921. Stylactella siphonis ingår i släktet Stylactella och familjen Cytaeididae. Inga underarter finns listade i Catalogue of Life.